# 砲艦戰爭

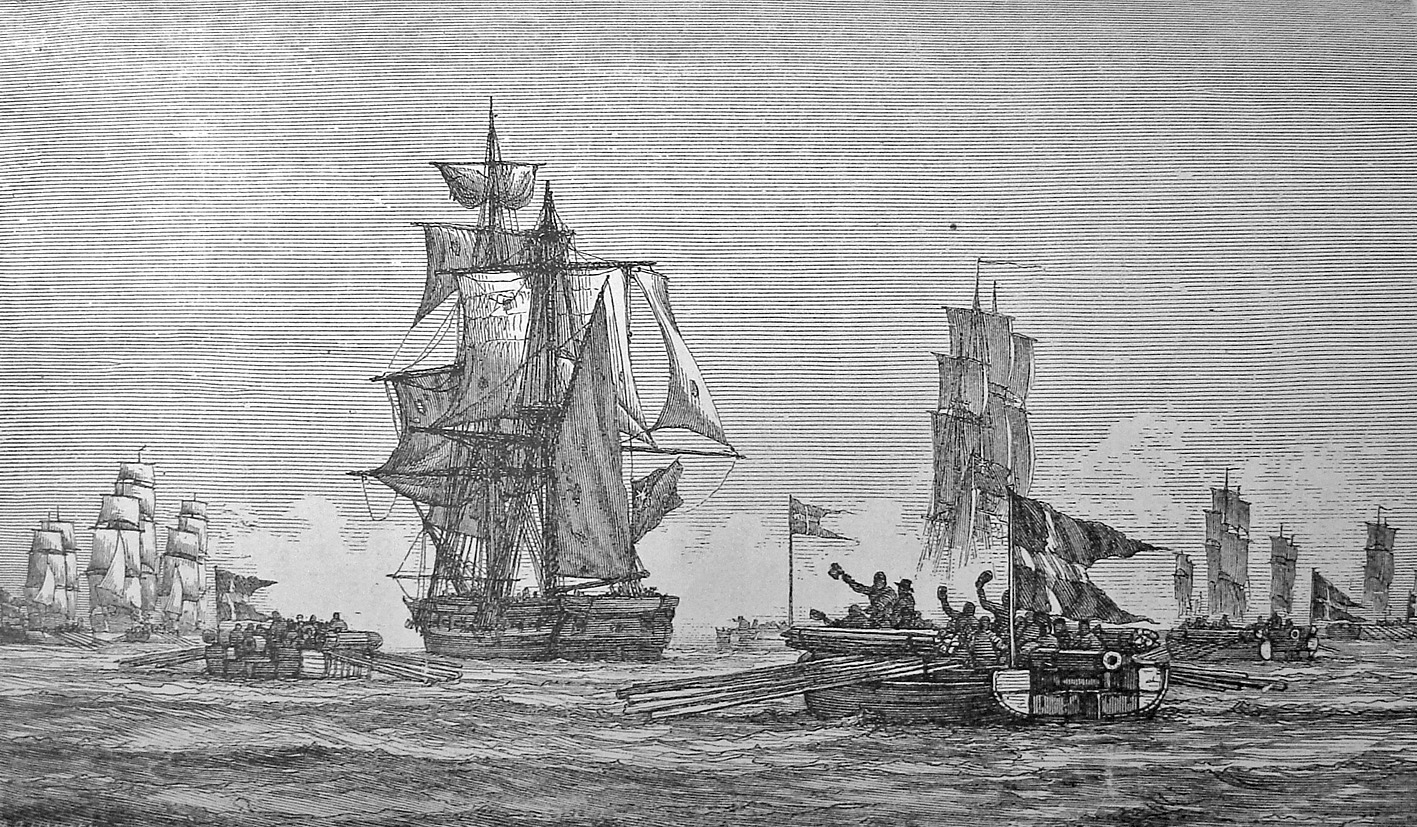
丹麥砲艦在1808年6月9日奪取了英國狂暴號。

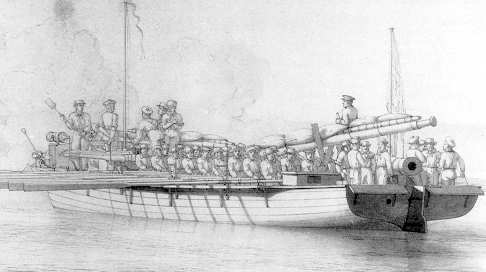
丹麥的淺水敞艙艇砲艦。

砲艦戰爭（Gunboat War）是拿破崙戰爭期間，一場發生於丹麥-挪威與英國之間的戰爭。這場戰爭發生於1807年至1814年間。戰爭是得名於丹麥在戰爭中的策略，丹麥僱傭小型砲艦來對抗正規的皇家海軍。在斯堪地納維亞地區，這場戰爭只是英國戰爭的後半階段，英國戰爭通常被認為是在1801年的哥本哈根海戰發生時爆發。

## 船隻設計及衝突背景
丹麥使用的砲艦原由一名瑞典人，Fredrik Henrik af Chapman所設計。這種砲艦的戰略優勢，就是可以在王國各處，快速及便宜地建造。而砲艦的戰術優勢是機動性極強，特別在靜止及淺水海域，砲艦亦能輕易瞄準小型目標。然而壞的一面來看，這些艦隻防禦力不堪一擊，基本上被擊中一發炮彈即會沉沒，而且亦難以用於波濤洶湧的海面，亦不能有效對抗大型戰艦。砲艦有兩種樣式，並最終生產了超過200艘這類砲艦。第一種樣式是，由76名船員操縱、船頭船尾各佩備一門18或24磅加農炮的淺水敞艙艇。第二種較為小型，是由24名船員操縱、佩備一門24磅加農炮的駁船。
當砲艦策略採用前，英國與丹麥的海上衝突已經早於1801年哥本哈根海戰中爆發。當時霍雷肖·納爾遜率領其屬於帕克上將艦隊的海軍中隊，攻擊了丹麥首都哥本哈根，並重創丹麥艦隊。而且在拿破崙戰爭早期，丹麥-挪威實行武裝中立的政策（丹麥-挪威曾加入第二次武裝中立聯盟），使用其海軍力量保護所有進出、位於丹麥-挪威海域的海上貿易。在1807年哥本哈根海戰中，英國擄獲大部份的丹麥艦隊，因此丹麥-挪威政府決定大量製造小型砲艦對抗英國。

## 戰事
在砲艦戰爭發生後首三年，這些砲艦成功從船隊中俘虜了不少貨船，並且擊敗英國海軍的橫帆雙桅船，不過砲艦仍未能夠足以打敗更大型的護衛艦（Frigate）及風帆戰列艦（Ship of the line）。英國在整段戰爭期間一直控制著丹麥水域，並在適合航海的季節時，會護航商船隊通過厄勒海峽及大貝爾特海峽。1808年3月22日，最後一艘丹麥的戰列艦，在西蘭半島海戰中被兩艘英國戰列艦擊沉。 
在1811年2月27日，配備了包括步兵在內約1,000人的丹麥砲艦群，試圖奪回安霍爾特島（Anholt），結果在安霍爾特島戰役中失敗，損失慘重下退回日德蘭半島。英國與丹麥間最後的大型戰鬥，是在1812年7月6日，英國戰艦在Lyngør海戰中，在挪威海岸擊沉了丹麥護衛艦Najaden號。
1814年1月15日的基爾條約結束了這場戰爭。丹麥-挪威需割讓黑爾戈蘭島予英國，並割讓整個挪威予瑞典王國。

## 外部連結
- Kanonbåtkrigen 1807-14 (in Norwegian)
- Royal Danish Naval Museum: Denmark and Great Britain, 1801–1814